# Palacio de los Mencos
El Palacio de los Mencos, o Casa Solar de los Mencos, es un edificio palaciego situado en la localidad de Tafalla (Navarra) construido a finales del siglo XVI y que se convirtió, de forma temporal, en el primer hospital de la Cruz Roja de España en 1875 durante la tercera guerra carlista. Actualmente es la sede de la Fundación Mencos y centro de desarrollo de activididades socioculturales.

## Los Mencos de Tafalla
Se tienen noticias escritas de los Mencos en Tafalla desde 1420 con la figura de Juan de Mencos que si el controvertido padre Antonio Lupián estuviera en lo cierto, probablemente pudieran tener su origen en Miengo (Cantabria) aunque es una información, como otras de este cronista, sin contraste documental alguno que la sostenga.
Juan de Mencos era un comerciante al servicio del rey Carlos III de Navarra y vinculado a las obras del Palacio Real de Tafalla comenzadas en 1417 y posteriormente del Palacio Real de Olite, comenzadas después, como carretero junto a su hermano Pedro. Su ascenso social dentro de Tafalla como ruano se deja notar en la unión de los Fueros de Tafalla según consta en un documento de 3 de septiembre de 1436 donde se les afuera en el Fuero General ante el rey y la reina.
El 19 de agosto de 1443 Carlos de Viana habla ya de un Juan de Mencos como escudero de Tafalla. Siendo el primer tratamiento militar recibido pudiera referirse a un hijo homónimo del comerciante al servicio del rey, Juan de Mencos y Olano que pocos años después, el 4 de marzo de 1446 ya es hidalgo y está sirviendo en el ejército, manteniendo armas y caballo. Más aún, aprovechando su circunstancia social en 1455 se casa con María de Echáuz y Beaumont, hija del vizconde de Baigorri, Carlos de Echáuz, y de Margarita de Beaumont, hija a su vez de Carlos de Beaumont, señor de Guiche. Con este salto social de tanto relieve, emparentados con las casas reales de Navarra y Francia, se desarrolla una amplia y compleja descendencia del linaje, fuertemente vinculado a Tafalla, hasta la actualidad.

## Descripción
Está elevado sobre una pequeña colina enfrente de las viejas murallas de Tafalla hoy derruidas. En ese altozano al borde del Camino real que conduce a Olite se edificó hacia 1590 la nueva casa palacio de la familia Mencos, quienes hasta entonces vivían cerca de la iglesia de Santa María. 
Aunque no se conoce la fecha exacta de su construcción, se ubica dentro de una generación, la de León Mencos y López de Dicastillo, quien, tras «comprar los terrenos fuera puertas», ordena construir el edificio y coloca su escudo en la fachada. Dado que contrae matrimonio en Tafalla el 6 de mayo de 1590 con Margarita de Arbizu y Díez de Aux Armendáriz, el Palacio de los Mencos será de esa época o quizá un poco posterior.
Desde entonces, la familia Mencos la ha vivido como casa principal hasta 1770. En esta fecha contraen matrimonio Joaquín José Mencos Areizaga, conde de Guenduláin, barón de Bigüezal y Alcaide de los Alcázares de Tafalla, con Magdalena Eslava, marquesa de la Real Defensa y condesa del Fresno de la Fuente. Deciden trasladar su residencia principal a la casa de Real Defensa, en la calle Zapatería de Pamplona. La de Tafalla queda como segunda casa hasta mediados del siglo XX, cuando vuelve a ser la casa principal de la familia Mencos.
La casa ha sido ocupada en diversas ocasiones. Así ocurrió entre 1808 y 1813 en la Guerra de la Independencia o también en la primera guerra carlista, cuando fue cuartel del ejército cristino de 1833 al 1839. Posteriormente, en la tercera guerra carlista, fue hospital de la Cruz Roja en 1875, convirtiéndose en el primer hospital de la Cruz Roja Española. En la guerra civil española fue de nuevo ocupada por el ejército en 1936, convirtiéndola en escuela de oficiales y posteriormente cuartel de la Guardia Civil. Finalmente, la familia recupera el palacio y comienza a ser arreglado a partir de 1940, por Tiburcio Mencos Bernaldo de Quirós, VI marqués de la Real Defensa, y posteriormente por su hijo Joaquín Ignacio Mencos Doussinague, hasta su total recuperación.

### Fachada
En la fachada principal se encuentran sobre la puerta unas cadenas que significan que ha sido hospedaje real. En esta casa se han hospedado Fernando VII y su esposa María Amalia de Sajonia, en 1828, con quienes se conceden las cadenas. Anteriormente, la reina Isabel de Farnesio, segunda esposa de Felipe V, al pasar desde Francia después de la boda que habían hecho por poderes en 1714. También fue visitada por Alfonso XII en 1875 (cuando era hospital de la Cruz Roja). El escudo de armas de la fachada es el de León de Mencos y López de Dicastillo.

### Arco
Se edificó en piedra a la hora de construir el convento, una generación después que la casa, pues es una fundación de Martín Carlos de Mencos nacido en Tafalla en 1597 y Alcaide de los Alcázares de Tafalla, General de las Reales Armadas y Gobernador de Guatemala, que deja toda su fortuna al no tener descendencia para las Concepcionistas Franciscanas Recoletas, a mediados del siglo XVII. Las monjas tomaron posesión del convento hacia el 1671.

## Ocupaciones

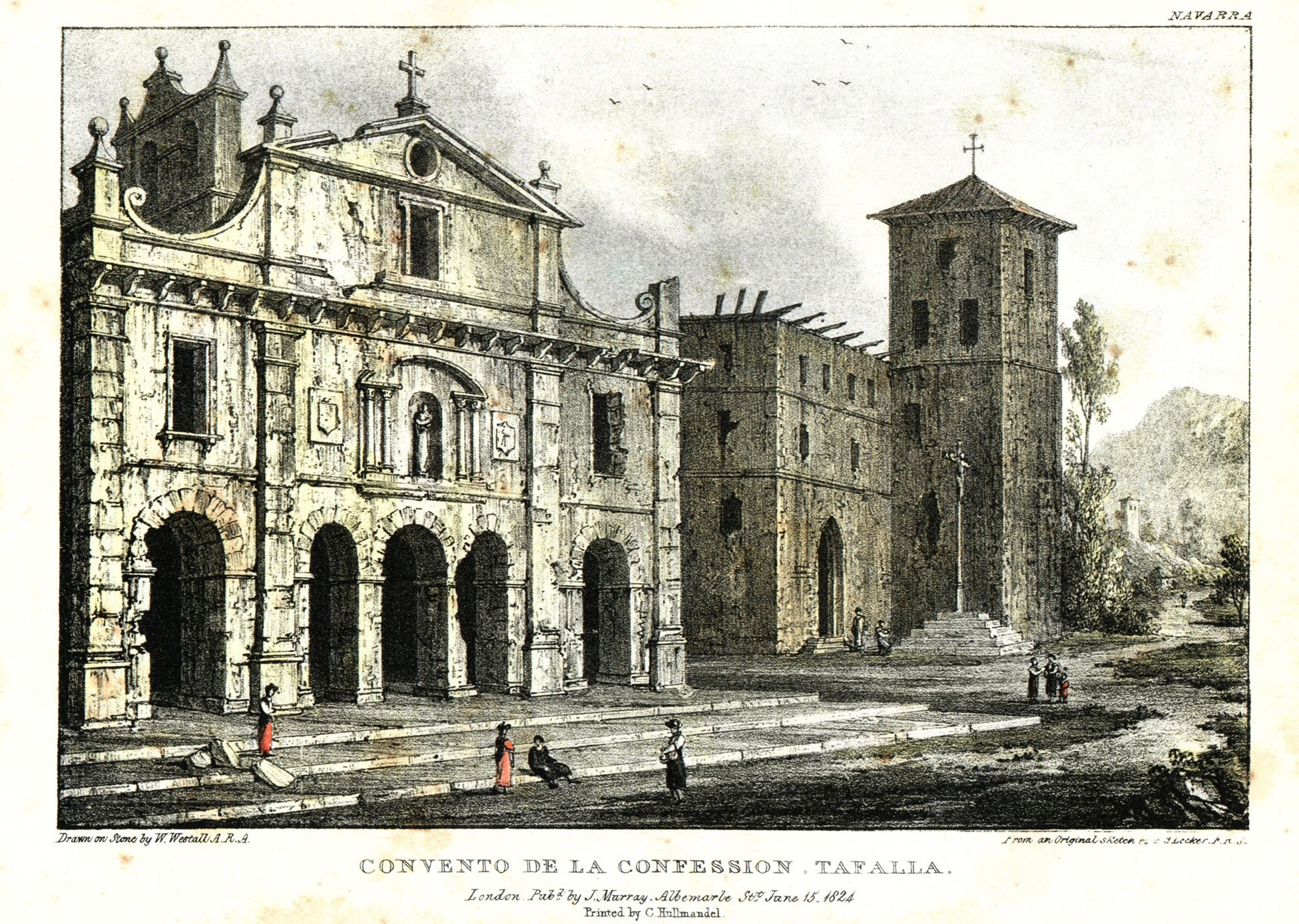
Grabado del Palacio en reconstrucción en 1824 tras la ocupación francesa

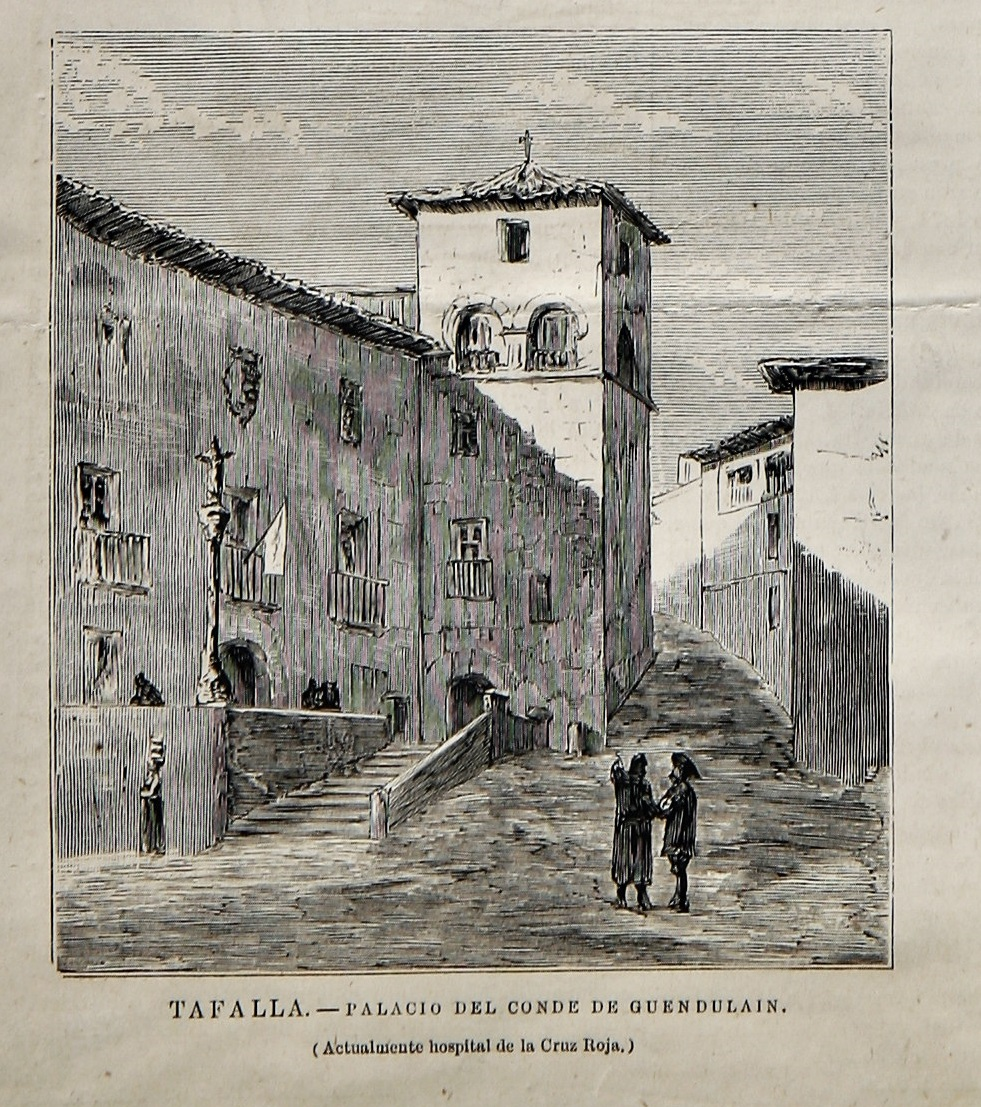
Grabado de 1875, cuando el palacio es utilizado como hospital de Cruz Roja Española.

El palacio ha tenido varias épocas de ocupación:
1. Entre 1808 y 1813: Cuartel Francés durante la Guerra de la Independencia. La ciudad de Tafalla se encontraba en un punto estratégico para el ejército napoleónico. Unía el eje norte sur y desde ella se podía controlar la zona media de Navarra. En 1808 el mariscal francés Bon Adrien Jeannot de Moncey instaló su cuartel general en la ciudad. El Palacio de los Mencos se utilizó como residencia de jefes y oficiales y oficinas del mando militar de la zona. El 10 de febrero de 1813, los franceses abandonaron Tafalla.
2. Entre 1833 y 1839: Cuartel Cristino durante la primera guerra carlista. Tras la muerte de Fernando VII de España y con el comienzo de la primera guerra carlista, el palacio fue ocupado por el ejército cristino. También fue ocupado como cuartel el Palacio Real de Tafalla.
3. Entre 1875 y 1876: Hospital de la Cruz Roja, durante la tercera guerra carlista. En el año 1873, ya comenzada la guerra, el ejército liberal se instaló en Tafalla ocupando el Palacio Real, el convento de los Capuchinos y el convento de las Concepcionistas Recoletas. En un primer momento no se le requirió la ocupación del palacio. Sin embargo, al general al mando de las tropas no le gustaba la idea de tener un arco que uniera el palacio con el convento ocupado, así que fue volado, pese a los intentos de pararlo del propietario Joaquín Ignacio Mencos, conde de Guenduláin. Las religiosas del convento fueron acogidas en el palacio hasta que se encontró una mejor ubicación para ellas. Un año después, se solicitó el inmueble doblemente: por parte del Capitán General de Navarra para utilizarlo como cuartel y por parte de la Cruz Roja para usarlo como hospital. Fue cedido a esta última, convirtiéndose en el primer hospital de la  Cruz Roja en España.  En 1875, días antes de la batalla de Lácar, el rey Alfonso XII se acercó al Palacio de los Mencos para visitar a los heridos allí atendidos. Una vez finalizada la guerra en 1876 y tras dar de alta al último herido, la casa fue devuelta a la familia.
4. Entre 1936 y 1939: Escuela de suboficiales. Durante la Guerra Civil. El palacio fue requisado nuevamente al comienzo de la guerra civil. Esta vez no se utilizó como cuartel sino como escuela de suboficiales.
5. Entre 1939 y 1943: Cuartel de la Guardia Civil. Dictadura de Franco. Tras la finalización de la guerra civil, ya no era necesaria la continuidad de la escuela de suboficiales. Sin embargo, el gobierno no devolvió el palacio de la familia sino que instaló un cuartel de la Guardia Civil. Tiburcio Mencos y Bernaldo de Quirós, propietario tras la muerte de su padre en 1936, solicitó que se le devolviera el inmueble pero esto no sucedió hasta bien entrado los años 40.

## Bodega

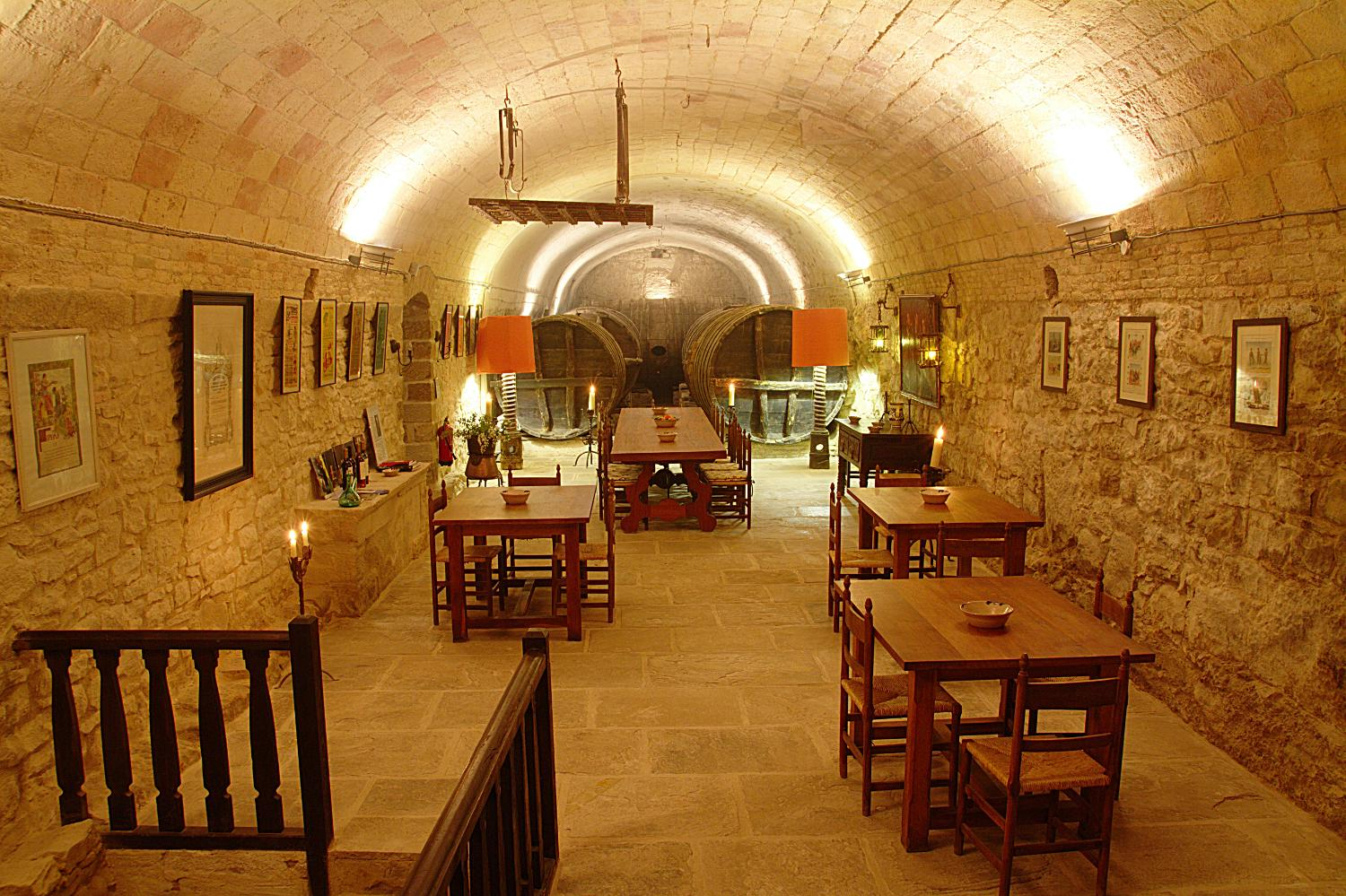
Bodega del Palacio de los Mencos

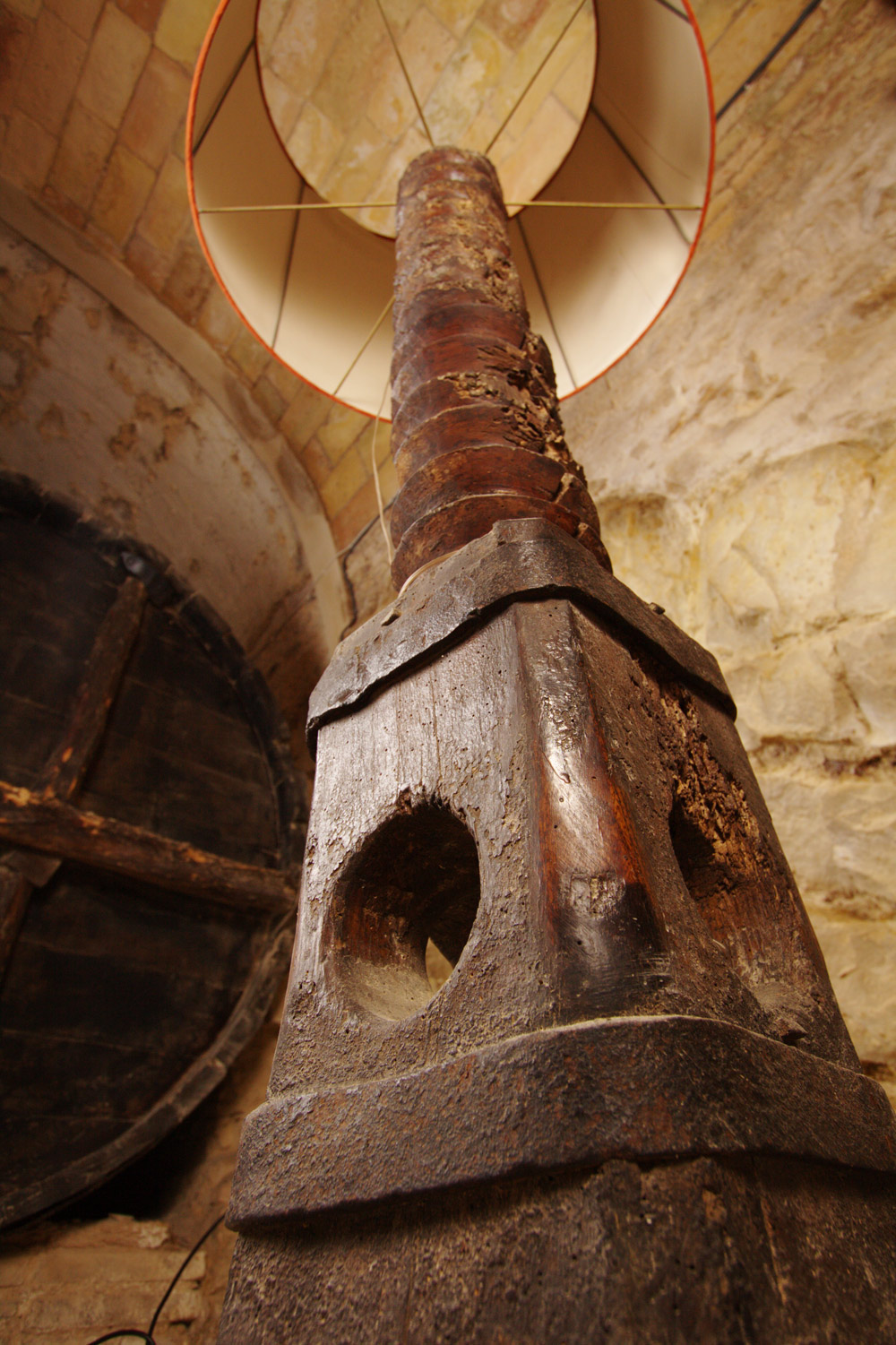
Prensa reconvertida en lámpara en el Palacio de los Mencos

### Introducción
La bodega fue instalada a mediados del siglo XVIII y tuvo su mayor actividad un siglo más tarde. Los vinos aquí producidos se vendían principalmente en España y Francia, aunque se llega a exportar a Inglaterra y la isla de Cuba. 
Entre la documentación del archivo familiar se encuentra gran cantidad de facturas de ventas de vinos en Francia y España, de compras de cascos de botellas, cápsulas y corchos, así como documentos sobre las viñas y las calidades de las uvas. También de las distintas pruebas que se realizaban probando procedimientos y tratamientos distintos tanto en la bodega como en las propias vides. Los vinos aquí producidos tuvieron reconocido prestigio. Entre los compradores habituales que tenían los Mencos en el siglo XIX destacan el marqués de Riscal, el marqués de Guirior, el marqués de Lozoya, el marqués de Vesolla, el marqués de Rozalejo y el conde de Echáuz.
A finales del siglo XIX, tras la epidemia de filoxera americana que invadió media Europa, la práctica totalidad de las cepas de vid de la familia fueron destruidas y esta bodega dejó de tener uso. De lo que fue la gran bodega y como motivo ornamental, se ha conservado la mitad de la misma intacta. En esa parte se aprecia el suelo original, las paredes y bóveda del techo encalados y destacan una hermosas cubas de roble de época. La otra mitad de la bodega, se ha arreglado como un comedor colocando entre otras una mesa cuyo gran tablero es de una pieza.
Actualmente la familia vuelve a tener viñedos en producción situados en el valle de la Valdorba. En colaboración con la bodega Vega del Castillo se embotellan vinos con el nombre de Marqués de la Real Defensa.

### Elaboración del vino
El prensado de la uva no se realizaba en la bodega sino en una estancia superior. Ahí se depositaba y seleccionaba la uva y era donde se encontraba la prensa. También en esa primera sala se realizaba la fermentación alcohólica y las labores de bazuqueo del hollejo. Por unos conductos, se trasvasaba el mosto hasta estas cubas en las que se realizaba la fermentación maloláctica, que proporcionaba al vino su finura y suavidad. El embotellado también se hacía en esta misma planta. En la bodega, a modo ornamental, se encuentran varios tornos de prensas adaptadas como lámparas.

### Premios
La bodega exhibe en sus paredes algunos de los reconocimientos recibidos. 
- Diploma Medalla de plata por los vinos presentados por Doña Joaquina Mencos Elio, hija de los condes de Guenduláin, en la Exposición Universal de París de 1889.
- Diploma del Congreso Nacional de Viticultura de 1912.
- Diploma de 1857 por los vinos de Tafalla al conde de Guenduláin, firmado por la Reina Isabel II.

### Motivos taurinos

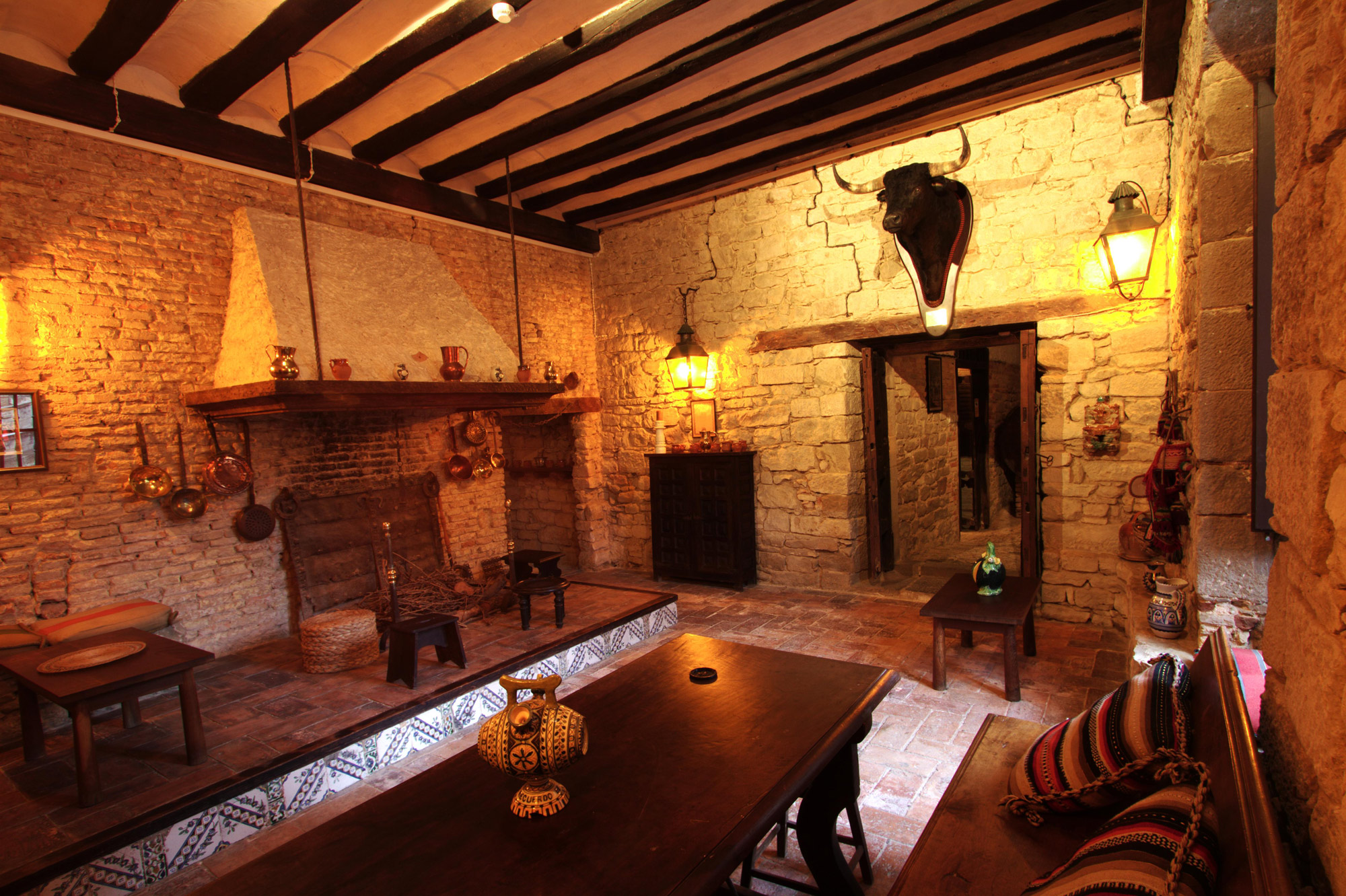
Antebodega del Palacio de los Mencos

La bodega se encuentra decorada con motivos taurinos. Se exhiben varios grabados goyescos y estampas taurinas. También programas, confeccionados en seda, de varios años de las ferias de San Fermín. La colección de programas de mano y recuerdos de San Fermín, que a lo largo de generaciones, ha recopilado la familia Mencos es una de las más importantes de la comunidad foral y fue expuesta en las salas de exposiciones de este palacio en el año 2008, bajo el título de 125 años de recuerdos en San Fermín.

## Propietarios
El palacio ha sido propiedad de una única familia, los Mencos, desde su construcción hasta la actualidad. Esta es la relación de propietarios:
1. Desde su construcción en 1590. Don León de Mencos y López de Dicastillo. Señor de Ezcaba, Doña Margarita de Arbizu y Díez de Aux Armendáriz. Señora de Iriberri.
2. Desde 1615 Don Martín Carlos de Mencos y Arbizu. Señor de Iriberri y de Ezcaba. Doña María de Turrillos y Hebra.
3. Desde 1669 Don Gabriel de Mencos y Arbizu. Señor de Iriberri y de las Pechas de Ezcaba. Doña Teodora Blanqueser de Porras y Loaysa.
4. Desde 1674 Don José Carlos de Mencos y Van Quesel de Loaisa. Señor de Iriberri y de Ezcaba. Doña Leonor Ayanz de Navarra y Arbizu.
5. Desde 1700 Don José Sebastián de Mencos y Ayanz de Navarra. Señor de Iriberri y de Ezcaba. Doña Basilia Ayanz de Navarra y lodosa, Condesa de Guenduláin y Baronesa de Bigüezal.
6. Desde 1750 Don Rafael de Mencos y Ayanz de Navarra, Conde de Guenduláin y Barón de Bigüezal. Doña Ana María de Areyzaga e Irusta.
7. Desde 1759 Don Joaquín José de Mencos y Areyzaga. Conde de Guenduláin y Barón de Bigüezal. Doña María Magdalena de Eslava y Eslava, Marquesa de la Real Defensa y Condesa del Fresno de la Fuente.
8. Desde 1817 Don Joaquín María Mencos y Eslava. Conde de Guenduláin y  Marqués de la Real Defensa. Doña Manuela Manso de Zúñiga y Areizaga.
9. Desde 1852 Don Joaquín Ignacio Mencos. Conde de Guenduláin y Marqués de la Real Defensa. I Doña Concepción Elío y Leyzaur, II Doña Maria Pilar Ezpeleta y Aguirre-Zuazo, Condesa del Vado.
10. Desde 1882 Don Joaquín María Mencos y Ezpeleta, Conde de Guenduláin y Marqués de la Real Defensa. I Doña María del Pilar Rebolledo de Palafox, Duquesa de Zaragoza, II Doña Fuencisla Bernaldo de Quirós y Muñoz Marquesado de Eslava.
11. Desde 1936 Don Tiburcio Mencos y Bernaldo de Quirós, Marqués de la Real Defensa. Doña Isabel Doussinague y Brunet.
12. Actualidad. Don Joaquín Ignacio Mencos y Dussinague, Marqués de la Real Defensa. Doña María de la Concepción Arraiza y Cañedo- Argüelles.

## Galería

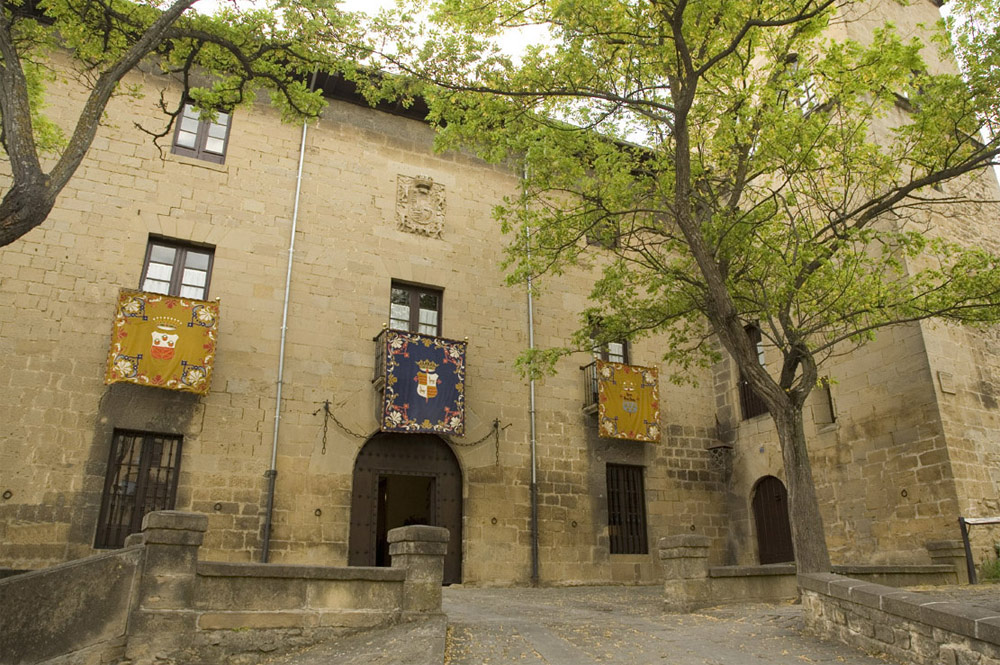
Fachada del Palacio de los Mencos
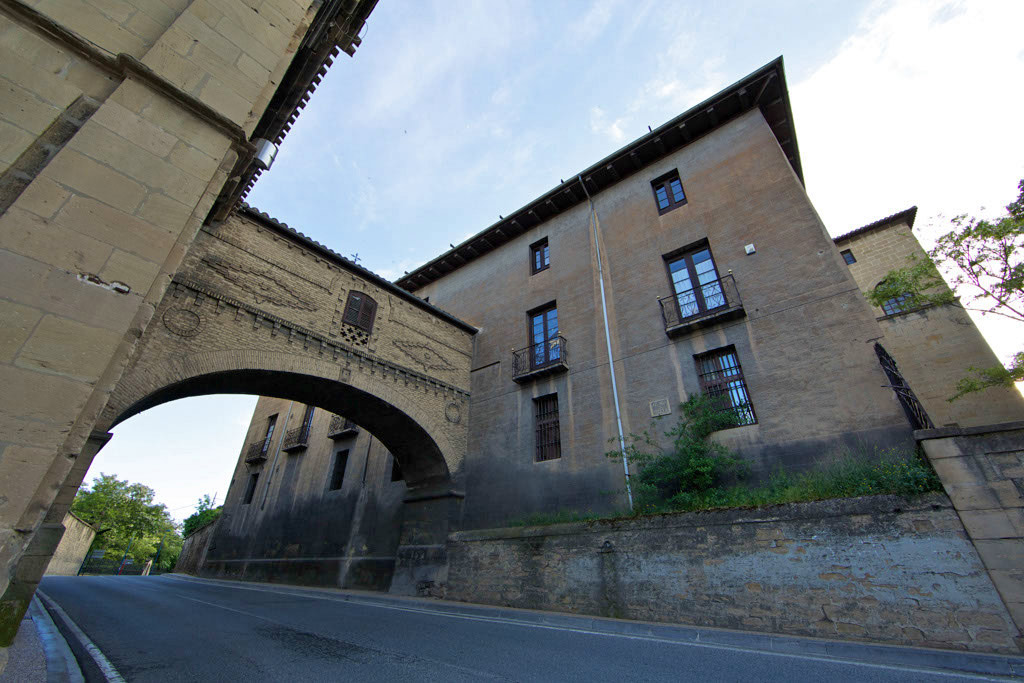
Arco del Palacio de los Mencos
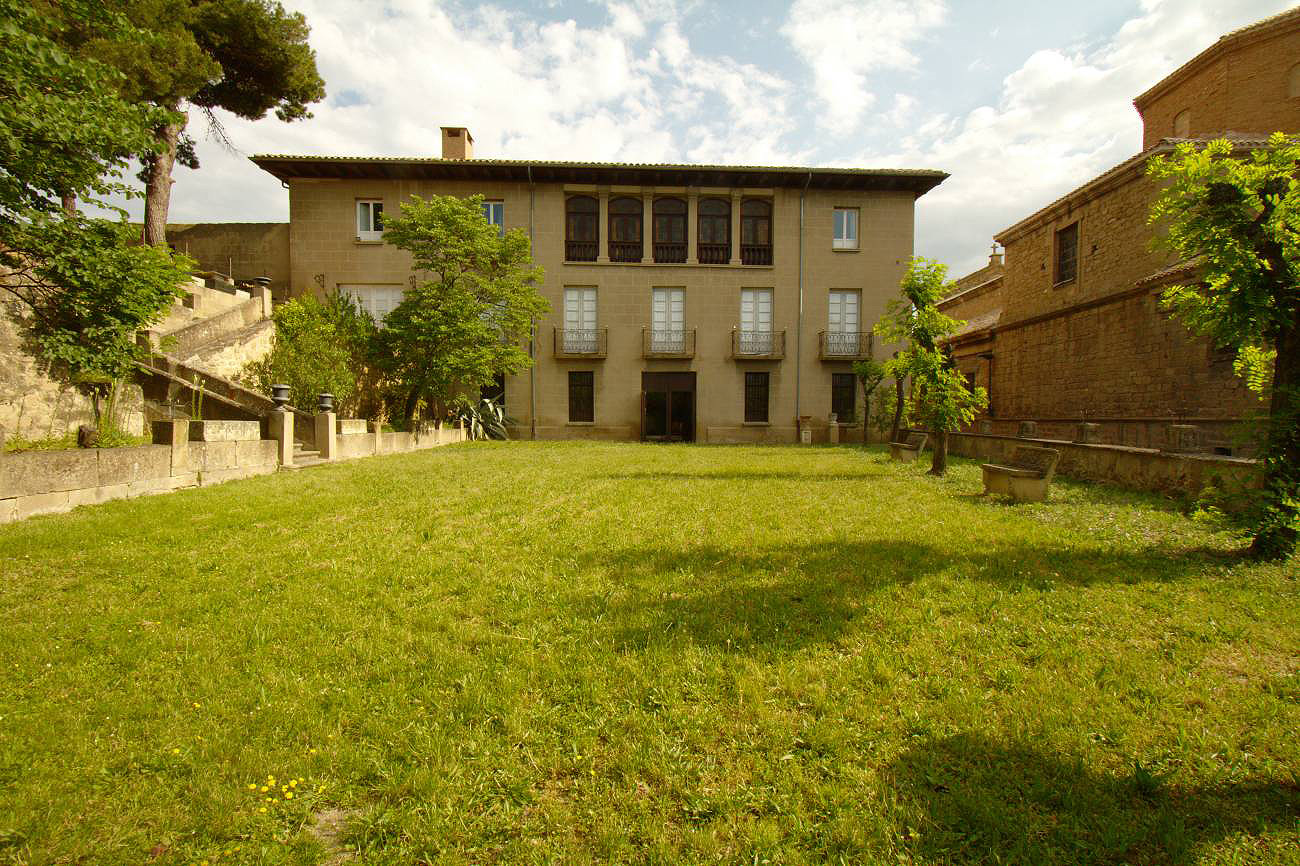
Jardín del Palacio de los Mencos
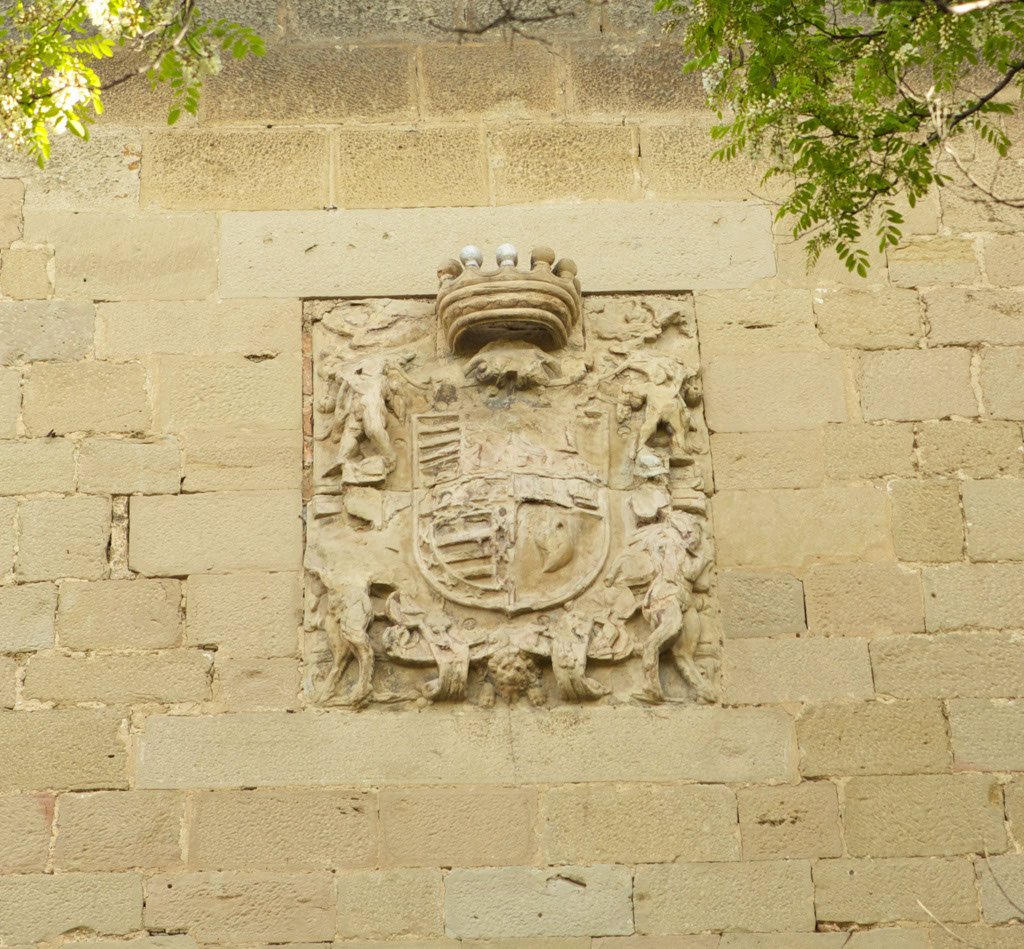
Escudo de los Mencos, López de Dicastillo, Garínoain y Balda Chávarri
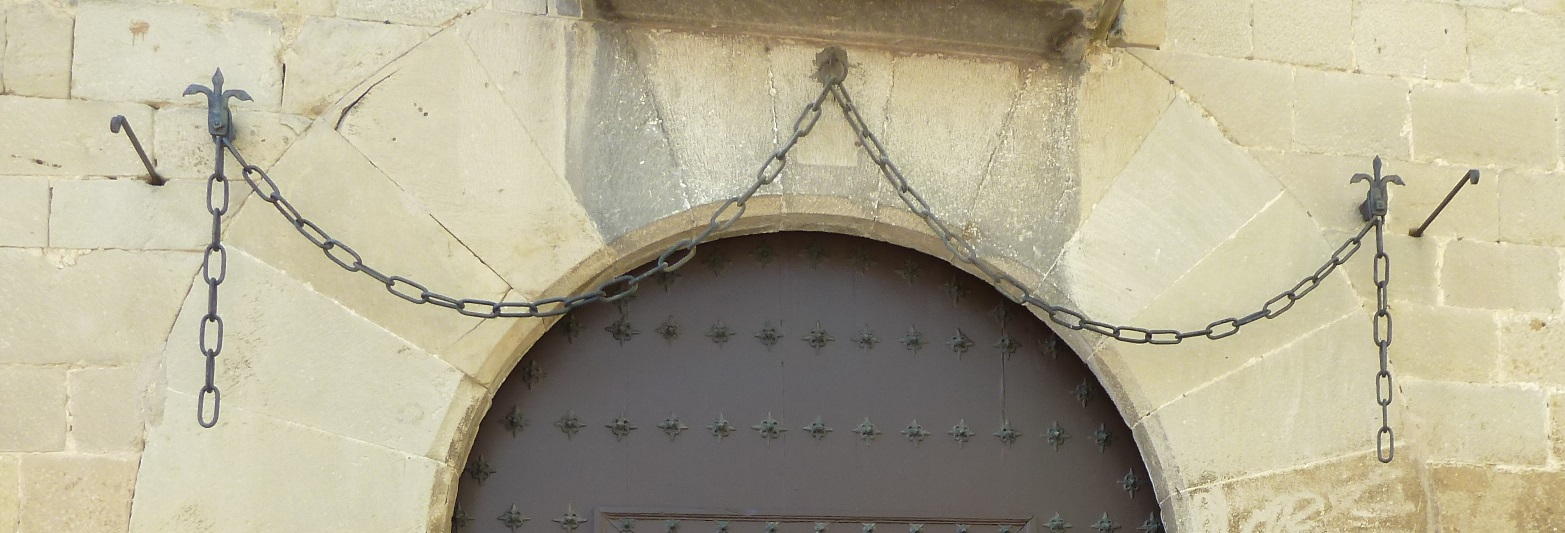
Cadenas de hospedaje real del Palacio de los Mencos
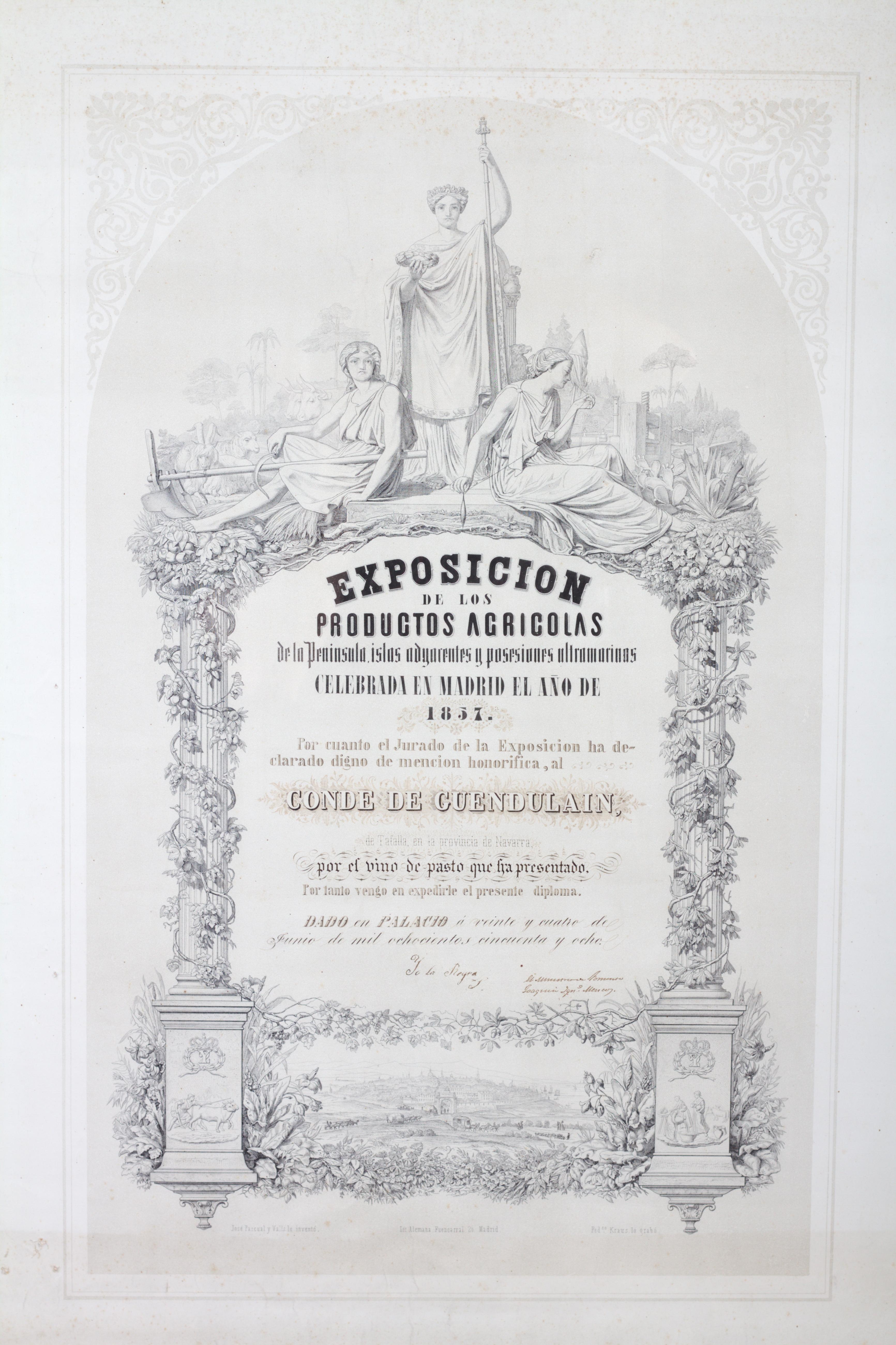
Exposición de productos agrícolas de 1857
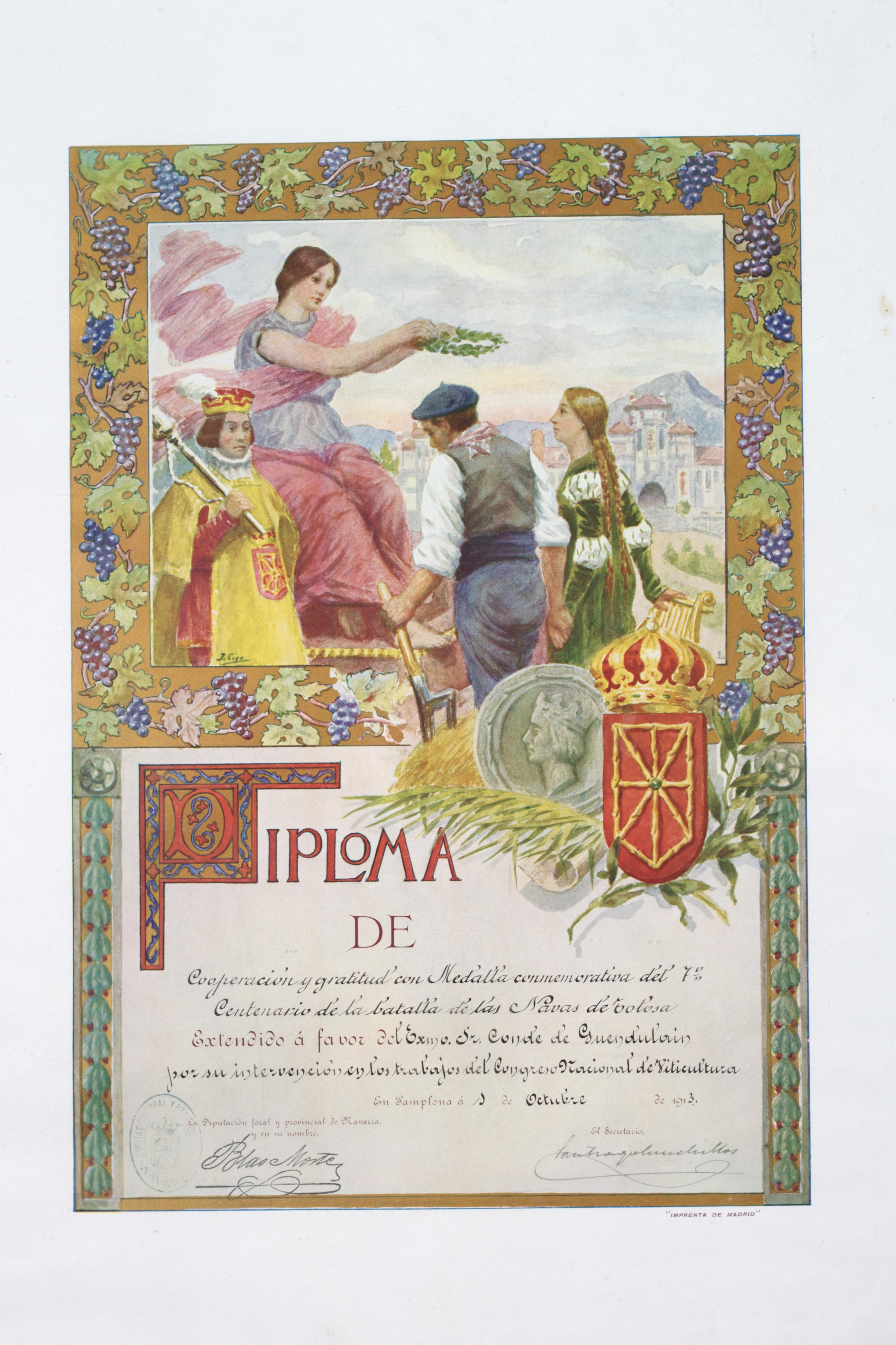
Diploma del Congreso Nacional de Viticultura de 1912
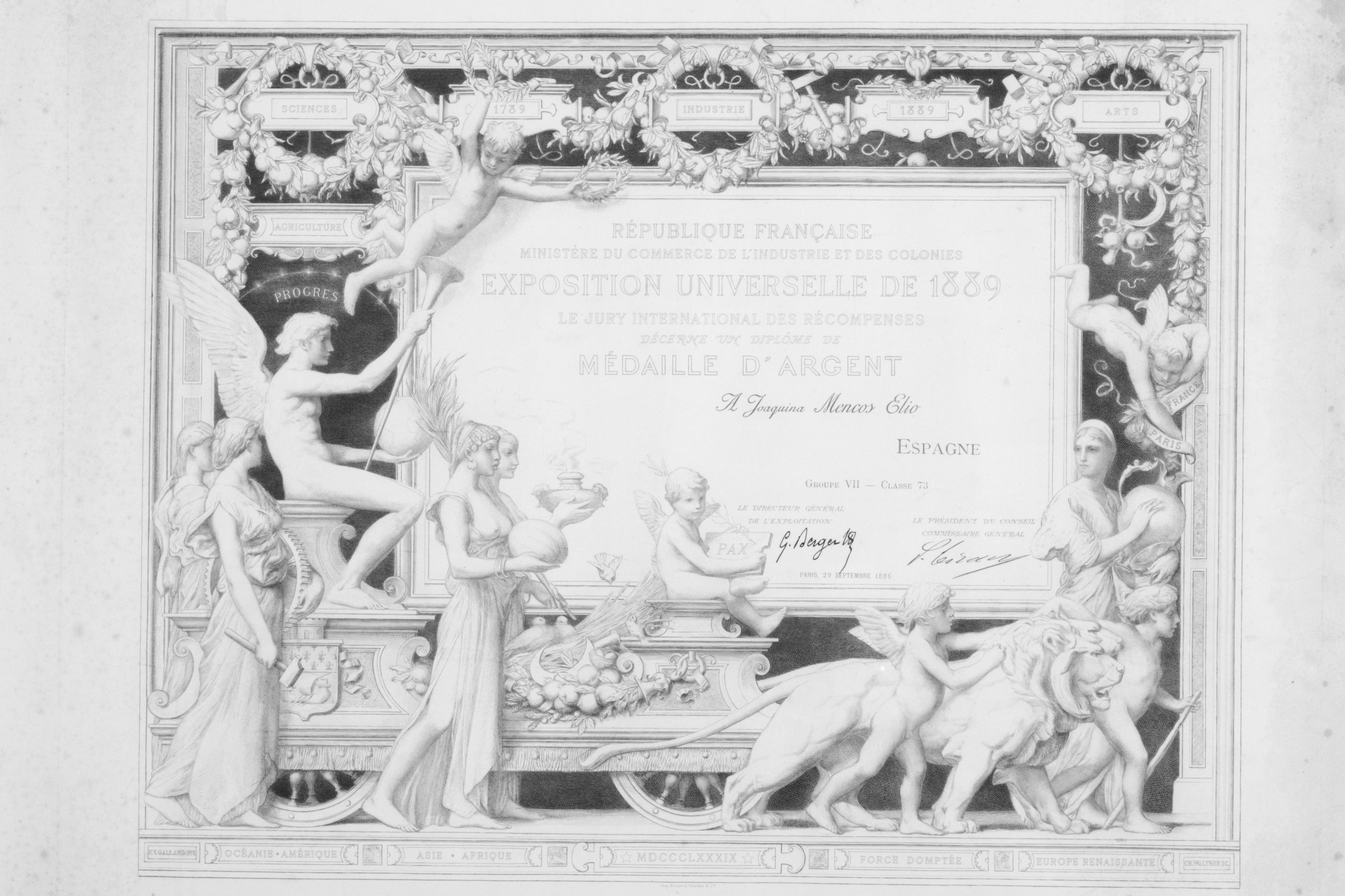
Diploma Medalla de plata por los vinos presentados por Doña Joaquina Mencos Elio, hija de los condes de Guendulain, en la Exposición Universal de París de 1889